# Александер Мехія
Александер Мехія (ісп. Alexander Mejía, нар. 11 липня 1988, Барранкілья) — колумбійський футболіст, півзахисник мексиканського клубу «Леон» та збірної Колумбії.

## Клубна кар'єра
У дорослому футболі дебютував 2005 року виступами за команду клубу «Депортес Кіндіо», в якій провів шість сезонів, взявши участь у 155 матчах чемпіонату.  Більшість часу, проведеного у складі «Депортес Кіндіо», був основним гравцем команди.
Протягом 2011 року захищав кольори команди клубу «Онсе Кальдас».
До складу клубу «Атлетіко Насьйональ» приєднався 2012 року.

## Виступи за збірну
2012 року дебютував в офіційних матчах у складі національної збірної Колумбії. Наразі провів у формі головної команди країни 25 матчів.

## Титули і досягнення
- Чемпіон Колумбії (4):

Атлетіко Насьйональ: 2013А, 2013К, 2014А, 2015К
- Володар Кубка Колумбії (2):

Атлетіко Насьйональ: 2012, 2013
- Володар Суперліги Колумбії (3):

Атлетіко Насьйональ: 2012, 2016
Санта-Фе: 2021
- Володар Кубка Лібертадорес (1):

Атлетіко Насьйональ: 2016
- Володар Кубка Парагваю (1):

Лібертад: 2019